# 雅典音樂廳
37°58′52″N 23°45′15″E / 37.98111°N 23.75417°E
雅典音樂廳 （希臘語：Μέγαρον Μουσικής Αθηνών）是希臘首都雅典的一座音樂廳。該建築竣工於1991年，當時只有兩個大廳。此後該建築又擴建了兩個廳，現在雅典音樂廳共有2個大廳和2個小廳。雅典音樂廳內還設有專門收藏音樂類圖書的圖書館。
出於其設計與優秀的聲學效果，雅典音樂廳列名於世界百大廳院之一。

## 外部連結
- 官方网站